# Mössbobäcken (naturreservat)
Mössbobäcken är ett naturreservat i Hudiksvalls kommun i Gävleborgs län.
Området är naturskyddat sedan 2007 och är 86 hektar stort. Reservatet består av blandskog, gammal granskog, tallkärr och öppna kärr. Mössbobäcken rinner genom reservatet.